# Новосілка (Заслучненська сільська громада)
Новосі́лка —  село в Україні, у Заслучненській сільській громаді Хмельницького району Хмельницької області. Населення становить 23 особи.